# Василево (Шуйский район)
Василево — деревня в Шуйском районе Ивановской области. Входит в состав Колобовского городского поселения.

## География
Находится в южной части Ивановской области на расстоянии приблизительно 8 км на юг-юго-запад по прямой от районного центра города Шуя.

## История
В 1859 году здесь (тогда деревня в составе Ковровского уезда Владимирской губернии) было учтено 19 дворов.

## Население
Постоянное население составляло 131 человек (1859 год), 6 в 2002 году (русские 100 %), 8 в 2010.